# Albinia
Albinia è una frazione del comune italiano di Orbetello, nella provincia di Grosseto, in Toscana.

## Geografia fisica
Albinia è situata in Maremma lungo la costa tirrenica, presso la foce del fiume Albegna – da cui il toponimo –  all'estremità settentrionale del tombolo della Giannella, che collega la terraferma con il promontorio dell'Argentario. La frazione dista circa 30 km da Grosseto e poco più di 10 km dal capoluogo comunale.

## Storia
Un primo centro abitato, denominato Alminia, è menzionato nell'Itinerarium Maritimum, che elencava le città, stazioni e porti lungo il tragitto marittimo che da Roma conduceva in Provenza.
Sulla base di questa indicazione storica, nel 1977 l'archeologo D.P.S. Peacock individuo alla periferia del moderno abitato, un centro di produzione di anfore di epoca romana. A partire da questo primo ritrovamento, tra il 1977 e il 2002 furono condotte altre indagini archeologiche, realizzate da università italiane e straniere, che hanno interessato il territorio tra Albinia, Forte delle Saline e la foce del fiume Albegna; queste indagini hanno permesso di testimoniare la presenza di un centro portuale alla foce, che serviva una serie di officine dedicate alla produzione di anfore, almeno fino al I secolo a.C. .
Il moderno centro abitato di Albinia nacque negli anni del fascismo come frutto di un intervento di pianificazione territoriale che incluse la bonifica delle paludi del fiume Albegna. Il nucleo originario era costituito da una serie di abitazioni residenziali ad un piano, fatte costruire dall'ingegnere Bartolini per i propri operai, dalla stazione ferroviaria, da un'osteria, una dispensa, l'edificio del Consorzio di bonifica Osa-Albegna e l'imponente struttura del silo del Consorzio agrario provinciale. Il primo nome dato al paese fu Albegna, ma confuso troppe volte con il fiume omonimo fu cambiato in Albinia. Il moderno paese si sviluppò però soltanto a partire dagli anni cinquanta, quando con la riforma fondiaria del 1951 il territorio fu riorganizzato in poderi e il villaggio fu popolato con numerosi immigrati da province e regioni limitrofe. Albinia fu progettata come centro servizi di una vasta area rurale, come altre frazioni sorte allo stesso modo in quegli anni (Rispescia, Borgo Carige, Marsiliana) e nel 1957 venne consacrata la chiesa parrocchiale. Negli anni la popolazione si è moltiplicata, tanto che oggi, con i suoi circa 3 000 abitanti, è la frazione più popolosa del comune di Orbetello.
Il 12 novembre 2012, a seguito delle forti precipitazioni che hanno provocato l'esondazione del fiume Albegna, l'intero abitato è stato sommerso da acqua e fango, risultando uno dei centri maggiormente colpiti dall'alluvione che si verificò in varie zone della Maremma grossetana, con ingenti danni alle attività economiche locali.

## Monumenti e luoghi d'interesse

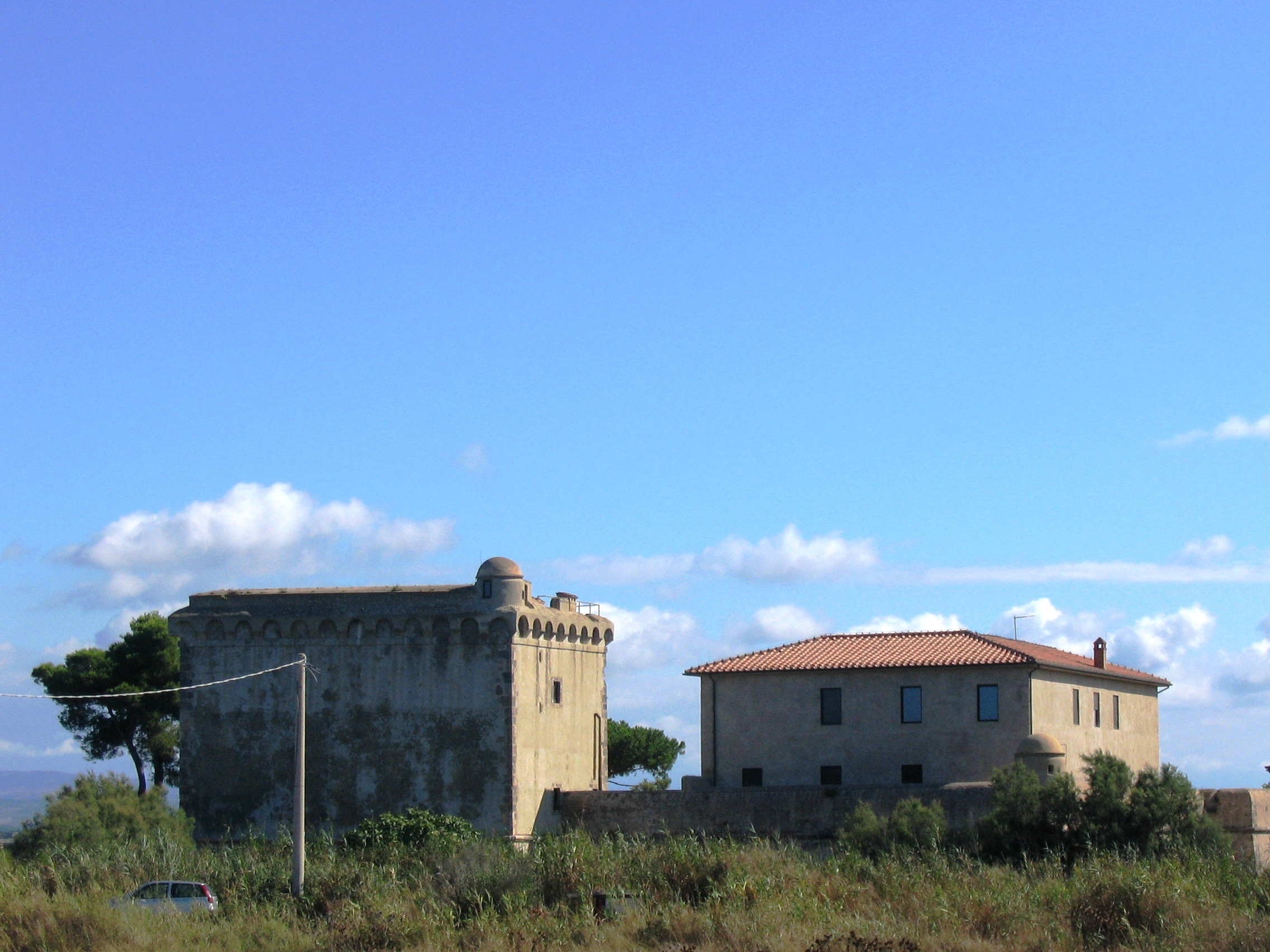
Veduta del Forte delle Saline

- Chiesa di Maria Santissima delle Grazie, edificio di culto della frazione, è sede di parrocchia dal 1955 ed è stata completata nel 1957, con la consacrazione officiata l'8 aprile dello stesso anno. Il progetto è dell'ingegnere Ernesto Ganelli. La chiesa si presenta in uno stile semplice che richiama i lineamenti del neoromanico; all'interno è custodita una venerata statua di santa Rita, donata dal cavalier Tasso Tasselli, molto cara alla popolazione locale. Il complesso parrocchiale è costituito anche dalla casa canonica, l'edificio della scuola materna parrocchiale ed alcuni campi sportivi polivalenti.[4]
- Forte delle Saline, struttura fortificata fatta costruire dai senesi nel XV secolo (il progetto è del 1469), è stata modificata e potenziata nel 1630 per volontà di Filippo IV di Spagna. Il forte serviva a controllare le adiacenti saline, importante risorsa del territorio, ma anche lo scalo fluviale dell'Albegna ed il passaggio sul tombolo della Giannella. Attualmente è di proprietà pubblica ed è utilizzato come archivio della Soprintendenza.
- Silo del Consorzio agrario, imponente edificio del Consorzio agrario provinciale che si staglia tra le basse abitazioni della frazione. È stato costruito nei primi anni trenta del XX secolo.

## Società

### Evoluzione demografica
Quella che segue è l'evoluzione demografica della frazione di Albinia. Sono indicati gli abitanti del centro abitato e dove è possibile è inserita la cifra riferita all'intero territorio della frazione.
| Anno | Abitanti       | Abitanti |
| Anno | Centro abitato | Frazione |
| ---- | -------------- | -------- |
| 1961 | 529            | 1 669    |
| 1981 | 1 955          | 3 141    |
| 2001 | 2 597          | -        |
| 2011 | 2 926          | -        |

## Cultura
Nella frazione è situato il Museo della cultura contadina, piccolo museo etnografico che ha come scopo quello di documentare la storia del territorio e la società rurale della Maremma a sud di Grosseto, dagli inizi del XX secolo agli interventi di bonifica e alla riforma fondiaria. È inserito nella rete museale provinciale Musei di Maremma.

## Infrastrutture e trasporti

### Strade
Il centro abitato di Albinia è collegato sia a nord con Grosseto che a sud con Roma, essendo infatti servito da uno svincolo sulla strada statale 1 Via Aurelia. Inoltre, è collegato anche con l'entroterra, in quanto punto di partenza della strada regionale 74 Maremmana, che porta verso il Lazio e l'Umbria.

### Ferrovie
Nella frazione è situata la stazione di Albinia, scalo di medie dimensioni lungo la tratta Grosseto-Roma della Ferrovia Tirrenica.

## Sport
Ha sede nella frazione la A.S.D. Atletico Maremma, società calcistica fondata nel 2020 Tra la fusione della U.S. Albinia E San Donato Acli,milita nel campionato di Promozione.Disputa le partite casalinghe a San Donato al campo sportivo comunale Michele Burioni.